# Zalaszentbalázs, Zala
Zalaszentbalázs  este un sat în districtul Nagykanizsa, județul Zala, Ungaria, având o populație de 857 de locuitori (2011). 

## Demografie
Componența etnică a satului Zalaszentbalázs
     Maghiari (98,22%)
     Necunoscut (0,51%)
     Alții (1,27%)
Componența confesională a satului Zalaszentbalázs
     Romano-catolici (78,88%)
     Fără religie (3,5%)
     Reformați (1,63%)
     Necunoscută (15,17%)
     Alte religii (1,52%)
Conform recensământului din 2011, satul Zalaszentbalázs avea 857 de locuitori. Din punct de vedere etnic, majoritatea locuitorilor (98,22%) erau maghiari. Apartenența etnică nu este cunoscută în cazul a 0,51% din locuitori.  Din punct de vedere confesional, majoritatea locuitorilor (78,88%) erau romano-catolici, existând și minorități de persoane fără religie (3,5%) și reformați (1,63%). Pentru 15,17% din locuitori nu este cunoscută apartenența confesională.